# Arthur Sperry Pearse
Pour les articles homonymes, voir Pearse.
Arthur Sperry Pearse est un zoologiste américain, né le 15 mars 1877 à Crete dans le Nebraska et mort le 11 décembre 1956.

## Biographie
Il est le fils de Sherman L. Pearse et de Sarah Louise née Gardner. Il obtient son Bachelor of Sciences à l’université du Nebraska en 1900, son Master of Arts en 1904 et son Ph. D. à Harvard en 1908. Il se marie avec Mary Oliver Lehmer le 22 décembre 1902, union dont il aura quatre enfants.
De 1900 à 1904, il enseigne à l’Omaha High School, de 1904 à 1907, il est assistant-zoologiste à Harvard. Il enseigne la zoologie à la Lake High School de Chicago en 1907, à Harvard en 1908, à l’université du Michigan de 1909 à 1910. Il est professeur-assistant aux Philippines en 1911 puis à l’université du Wisconsin à partir de 1912. Il devient professeur en titre en 1919. À partir de 1927, il enseigne à l’université Duke. De 1938 à 1945, il y dirige le laboratoire de biologie marine.
Pearse est membre de diverses sociétés savantes comme l’American Association for the Advancement of Science, l’American Society of Zoologists (qu’il dirige en 1945) et bien d’autres.
Il est notamment l’auteur de General Zoology, Animal Ecology, Homoiothermism, Environment and Life, Migration of Animals from Sea to Land, Cenotes of Yucatan, Fauna of Caves of Yucatan, Hell’s Bells, Introduction to Parasitology, etc. Il dirige la revue Ecology Monographs de 1931 à 1951.
Il fait des recherches sur les parasites, le comportement animal, les élevages piscicoles et les crustacés.